# Estadio Metropolitano
Estadio Metropolitano (początkowo Estadio Olimpico de la Peineta, w latach 2017-2022 stadion ze względów marketingowych nosił nazwę Wanda Metropolitano, od sezonu 2022/23 brzmi ona Civitas Metropolitano) – stadion piłkarski w stolicy Hiszpanii, Madrycie, na którym Atlético Madryt rozgrywa mecze domowe od sezonu 2017/18.
Obiekt został otwarty we wrześniu 1994. W 1996 stadion gościł 17. Puchar Europy w lekkiej atletyce, a w 2002 roku 9. lekkoatletyczny Puchar Świata. W 2011 roku rozpoczęto prace nad znaczną rozbudową areny. Całkowity koszt przebudowy miał wynieść 240 mln €.
Powiększony Estadio La Peineta projektowano z myślą o przyznaniu XXX Letnich Igrzysk Olimpijskich 2012. Ten sam projekt planowano wykorzystać w przypadku uzyskania przez Madryt prawa do organizacji kolejnych Letnich Igrzysk Olimpijskich w 2016. W 2013 stadion przejął klub piłkarski Club Atlético de Madrid. Projekt architektoniczny obiektu został wcześniej zmodyfikowany. Zamiast planowanej bieżni lekkoatletycznej ulokowano w jej miejscu dodatkowe trybuny. Przebudowę zakończono w 2017 roku.
Metropolitano został uroczyście otwarty 17 września 2017. Król Filip VI uświetnił swoją obecnością inaugurację nowego stadionu Atletico Madryt. Pierwszy mecz, między gospodarzami a FC Malaga w 4. kolejce Primera Division, odbył się nieco po otwarciu areny. W tym meczu pierwszego gola na stadionie zdobył Francuz Antoine Griezmann, a gospodarze pokonali Malagę 1:0.